# Bulimulus pallidus
Bulimulus pallidus е вид охлюв от семейство Orthalicidae.

## Разпространение
Видът е разпространен в Еквадор (Галапагоски острови).